# Шердор (медресе)
Медресе Шердор (узб. Sherdor madrasasi, тадж. Мадрасаи Шердор, букв. Медресе з левами) — ісламська освітня, духовно-просвітницька і меморіально-культова споруда XVII століття на площі Регістан у Самарканді, Республіка Узбекистан. Разом з медресе Улугбека та Тілля-Карі утворює цілісний архітектурний ансамбль. У 2001 році разом з іншими пам'ятками Самарканду медресе Шердор було внесено до Списку Світової спадщини ЮНЕСКО.

## Історія

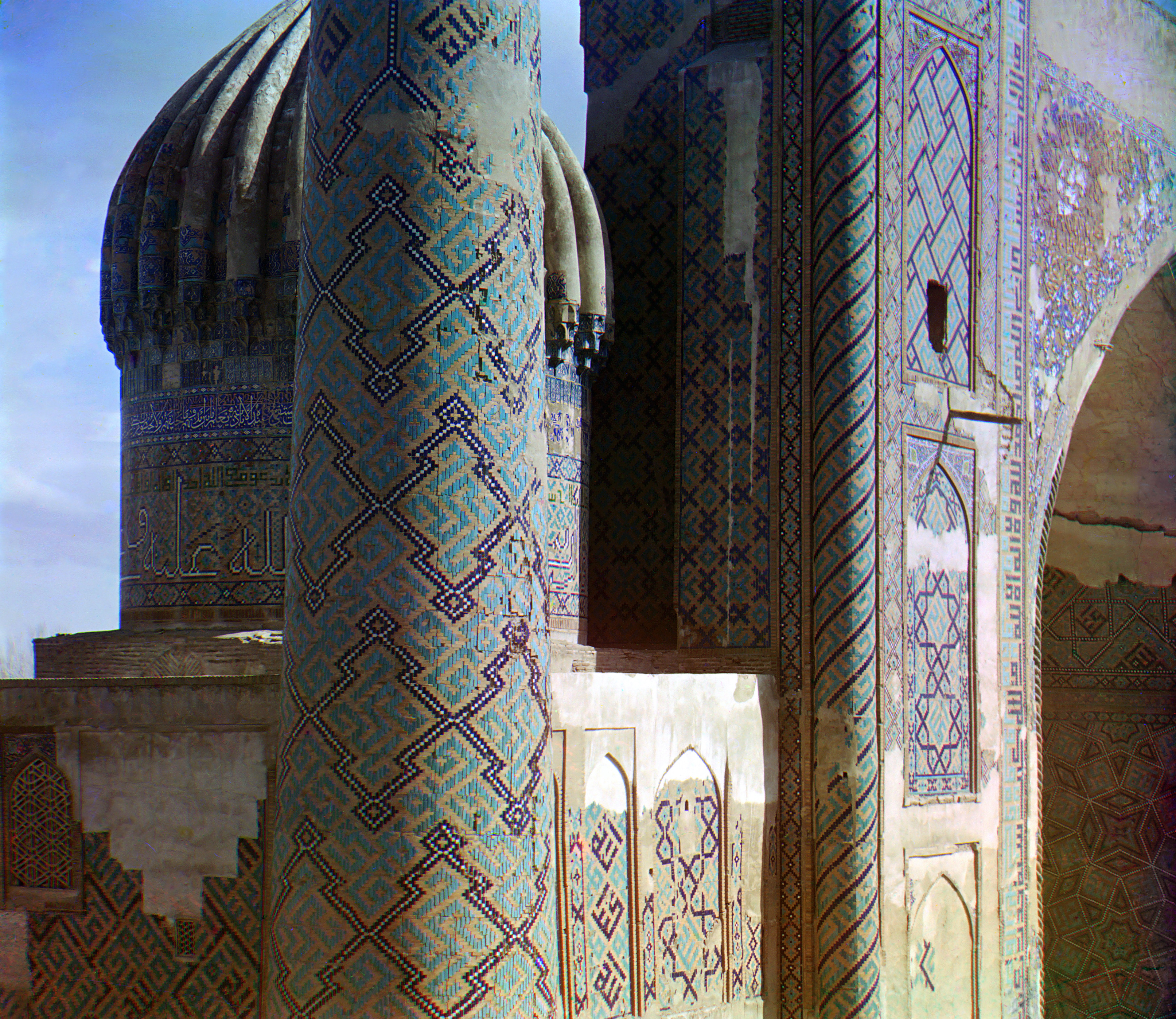
Медресе Шердор на початку XX століття.
Знімок С. М. Прокудіна-Горського

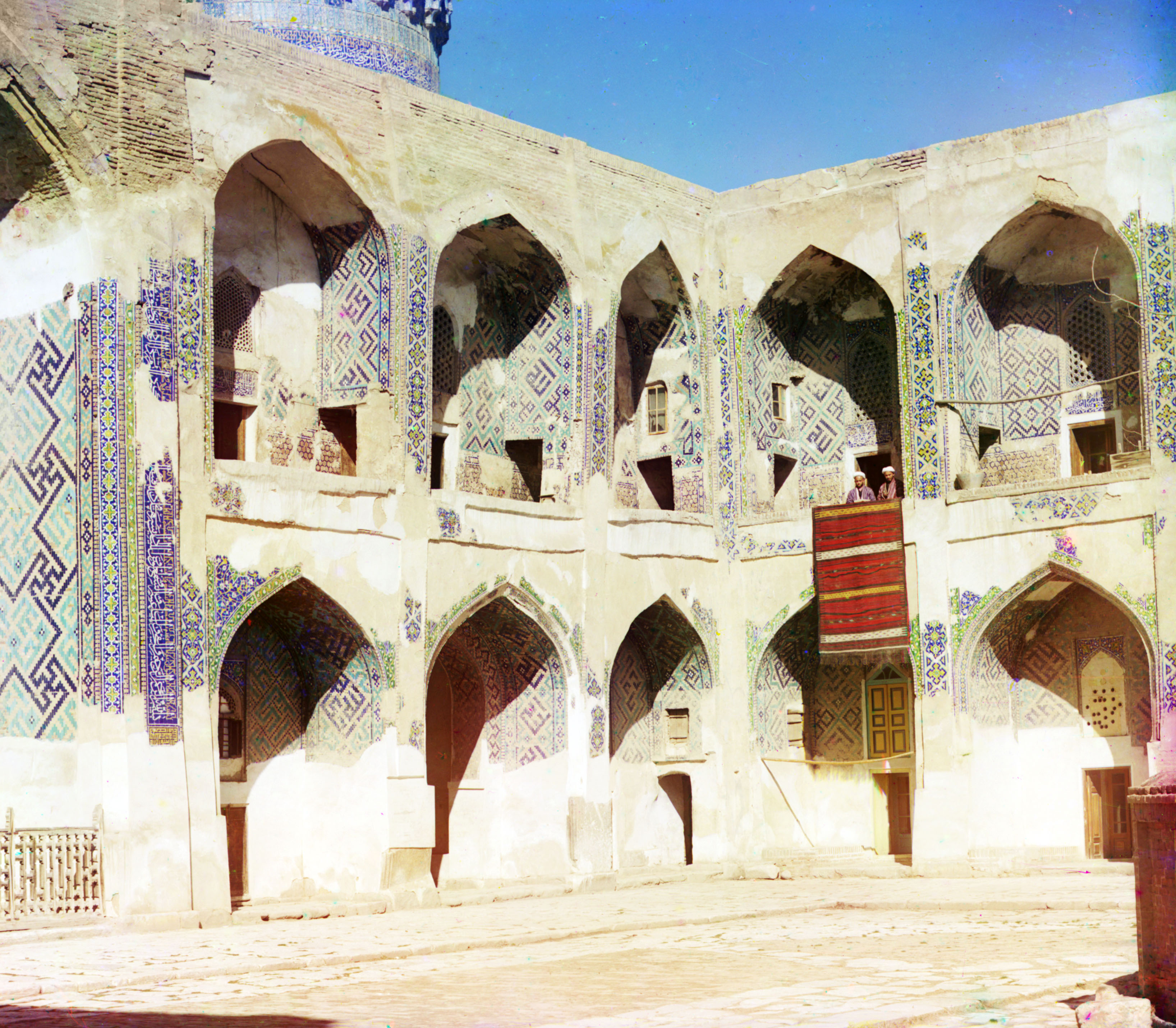
Внутрішній двір медресе Шердор на початку XX століття.
Знімок С. М. Прокудіна-Горського

Медресе Шердор було побудовано в 1619-1635/36 роках за наказом правителя (хакіма) Самарканда Ялангтуша бий Бахадура самаркандським зодчим Абдуллою Джаббар. Його декоративне оформлення було виконано майстром Мухаммадом Аббасом.
Місцем для будівництва медресе була обрана східна частина площі Регістан. Для цього дощенту була розібрана старезна напівзруйнована ханака Улугбека, побудована у 1424 році. Ханака дала багатий будівельний матеріал для медресе Шердор, що було підтверджено археологічними розкопками, проведеними в 1956 році радянським археологом С. Н. Юреневою.
Медресе Шердор було побудовано в прийомі «кіш» з медресе Улугбека, витончені пропорції якого були покладені в основу проекту. За задумом архітектора головні фасади двох медресе мали стати дзеркальним відображенням один одного. Проте автор не врахував, що за двісті років, що минули з моменту будівництва медресе Улугбека, рівень площі Регістан піднявся на два метри. В результаті пропорції медресе Шердор вийшли більш приосадкуватими, ніж у оригіналу.
Після побудови медресе було названо ім'ям замовника Ялангтуша Бахадура, але ця назва не прижилася в народі. Сучасну назву — Шердор — воно отримало за мозаїчній візерунку на бубні її парадного порталу. Майстер декору зобразив сцену полювання на джейрана фантастичного звіра з сімейства котячих, що нагадує тигра, але з гривою лева, в променях вранішнього сонячного лику. Назва перекладають як «має левів» або «має тигрів». Сюжет, зображений на порталі медресе, з часом став одним з національних символів Республіки Узбекистан.

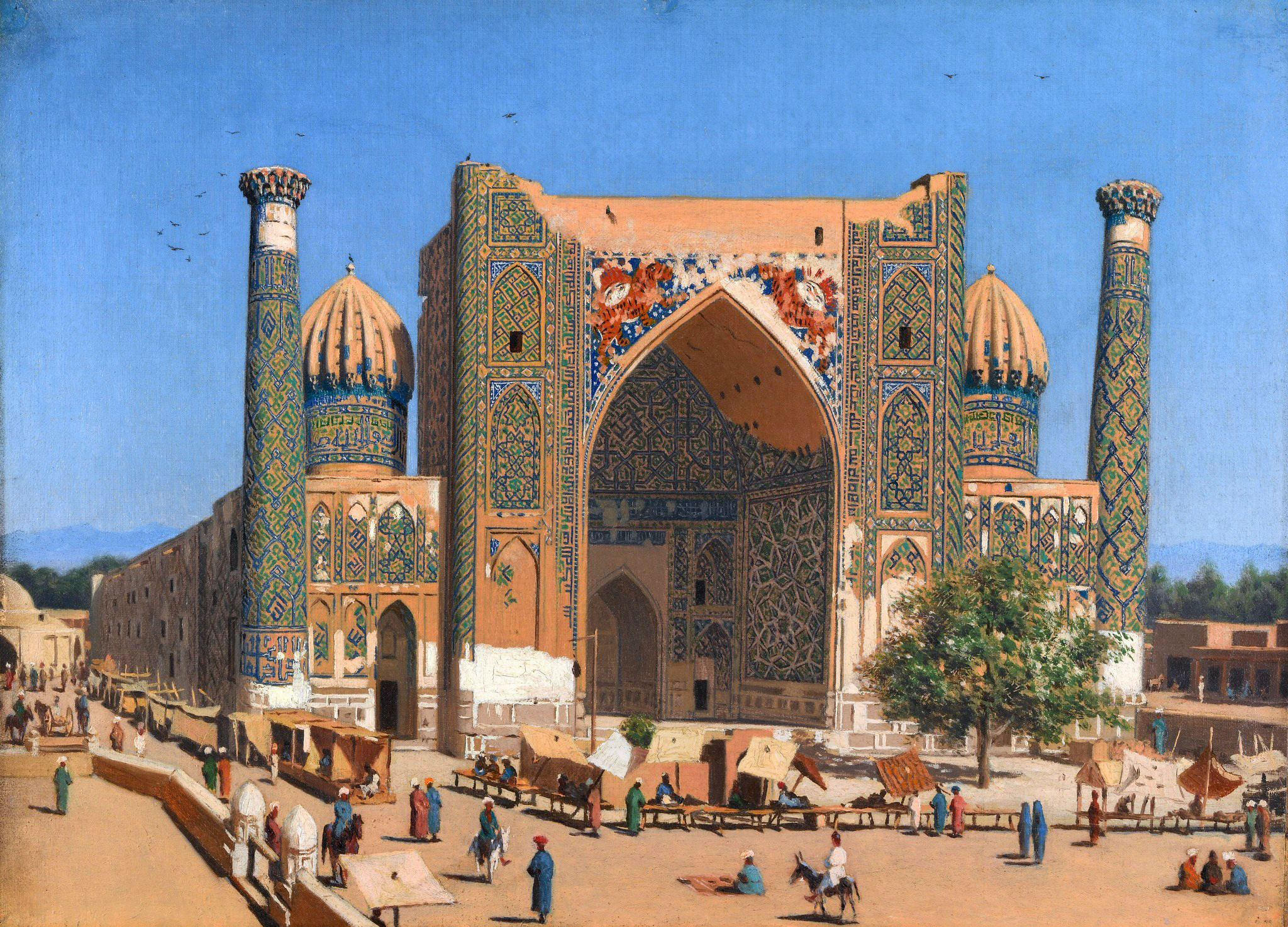
Медресе Шердор у (1869-1870) р.

Протягом майже трьох століть медресе Шердор було достатньо відомим в ісламському світі освітньою установою, хоча по престижу вони і поступалося як столичним освітнім установам, так і медресе Улугбека. Незважаючи на значні розміри, в медресе одноразово могли вчитися трохи більше сорока осіб. Серед найвідоміших його випускників можна назвати відомого татарського богослова, шейха суфійського братства Накшбанді, філософа та історика Шигабутдинов Марджні.
Протягом свого існування медресе Шердор пережило кілька землетрусів, найбільш руйнівні з яких відбулися на початку і в кінці XIX століття. Будівля вистояло, але все ж було значно пошкоджено: сильно деформувався звід його головного порталу, в багатьох місцях обвалилася облицювання, покосилися мінарети. На початку 20-х років XX століття постановою органів Радянської влади викладання в медресе було припинено. Будівля було націоналізовано і в 1924 році в ньому почалися реставраційні роботи. Були відремонтовані худжри, відновлена обвалився частина цегляного склепіння портальної арки, укріплена різьблена мозаїка тимпана головного порталу, розібраний і заново перекладений його деформованими звід, перекладені купола і склепіння худжрах, відновлена облицювання фасадів медресе. В кінці 50-х років XX століття на території медресе були проведені археологічні дослідження, після чого почався новий етап реставрації. У 1960-1962 роках були відремонтовані мінарети медресе, а в 1962 році за проектом художника В. Н. Горохова та архітектора А. І. Фрейтаг була відновлена мозаїка тимпана над аркою головного порталу.

## Архітектура

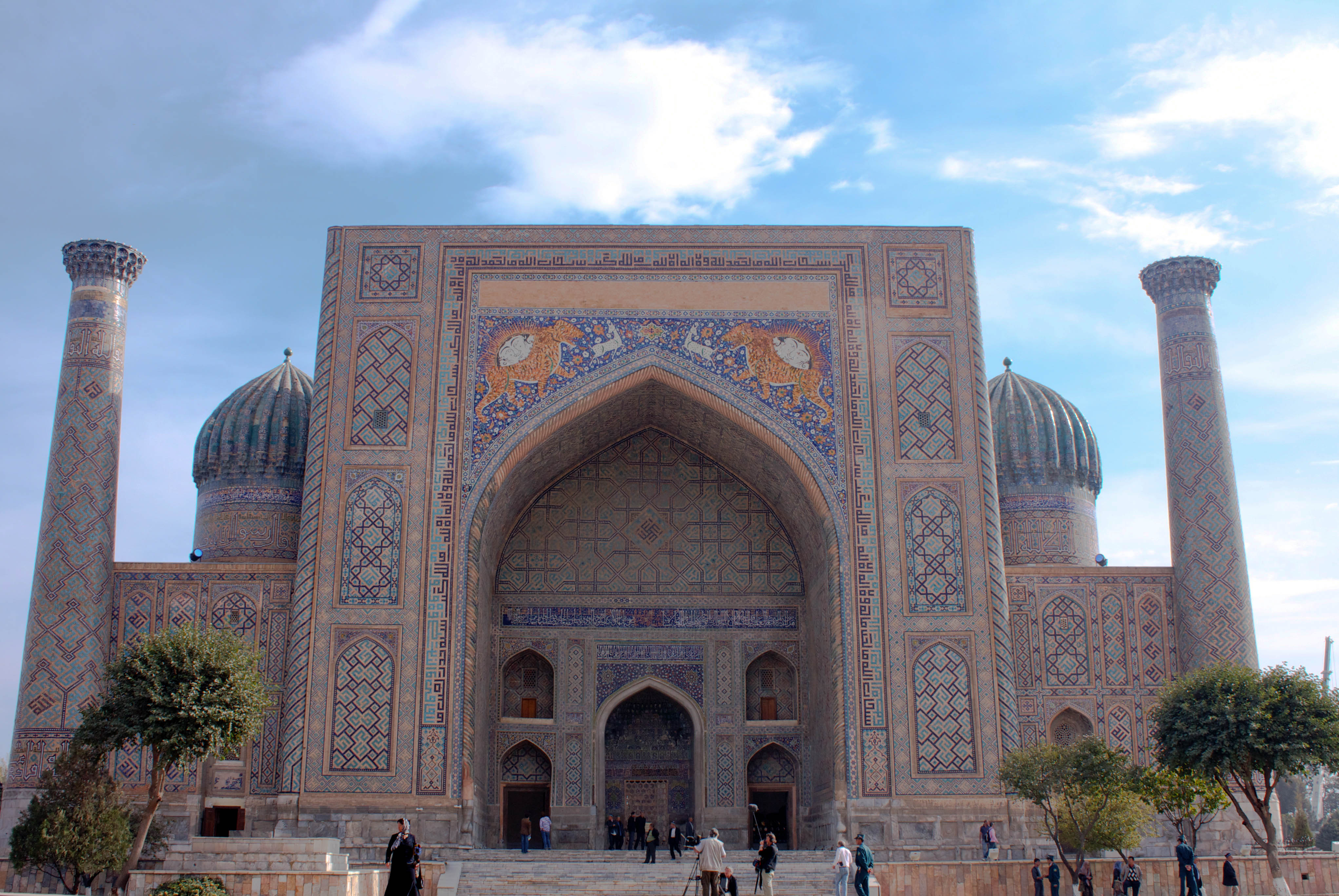
Фасад медресе Шердор

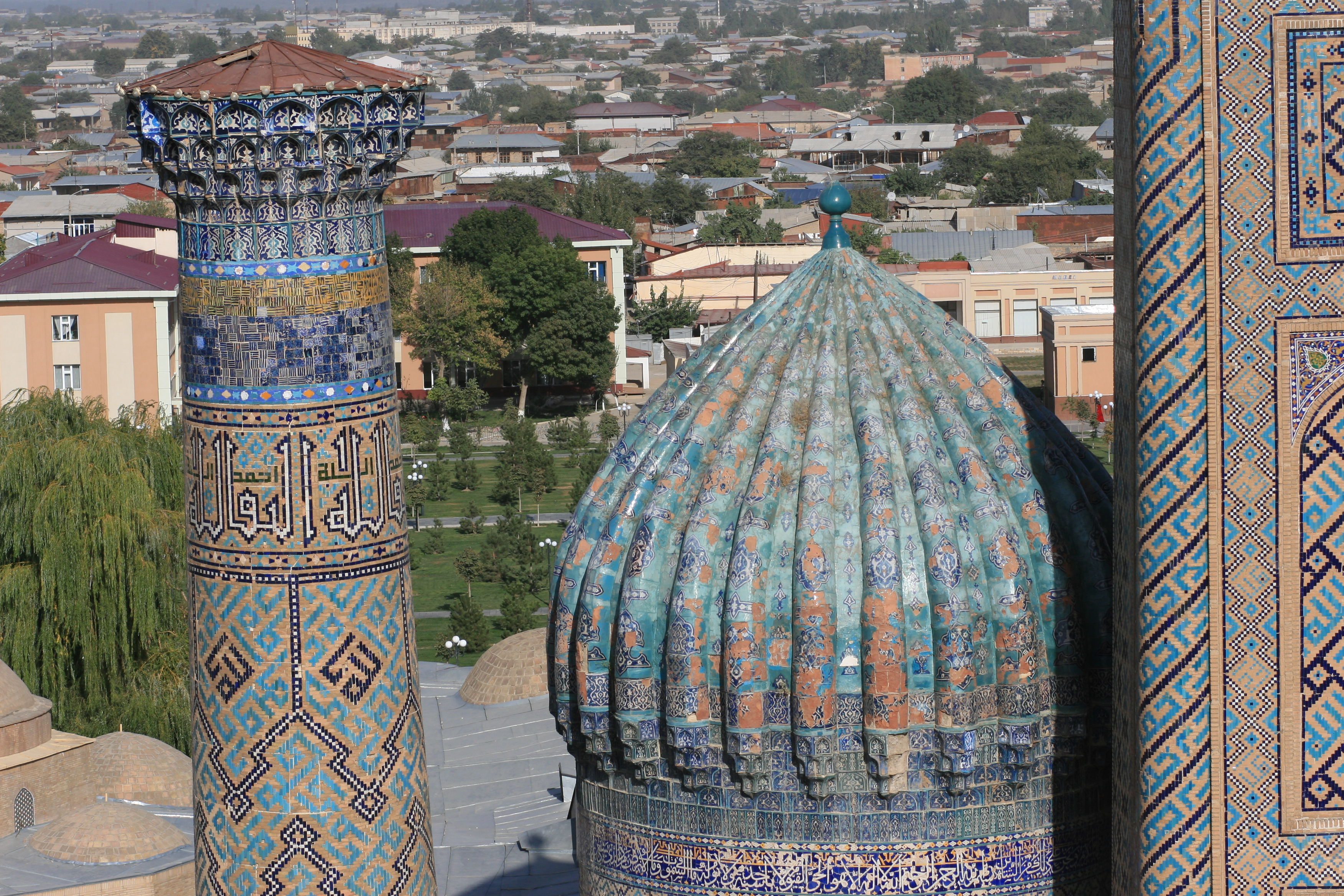
Медресе Шердор - вид куполів дарсханів та мінарета

Медресе Шердор побудовано в традиціях середньоазіатської середньовічної архітектури. Воно являє собою прямокутне в плані будівля загальною площею 70х57 метрів. Головний фасад виділений потужним вхідним порталом - пештак - із стрілчастою аркою, висота якого становить 31,5 метра. Кути будівлі по головному фасаду фланковані мінаретами заввишки 31 метр, увінчаними сталактитовими карнизами. Східні зовнішні кути медресе виконані у вигляді тричвертні веж, зведених в рівень з висотою стін. Просторий вимощений великої бруківкою з чупанатінского сланцю четирехайванний двір медресе розміром 30х38 метрів оточений по периметру двома ярусами худжрах. Всі 48 худжрах однокімнатні. У кутах двору розташовуються аудиторії для занять студентів - дарсхани. По головному фасаду дарсхани перекриті рубчастими сфероконическим куполами на високих барабанах, прикрашеними бірюзовою плиткою. Правий від головного входу купольна дарсхана з часом була перетворена на гурхану. Тут знаходиться кілька не ідентифікованих поховань. Ліва купольна дарсхана виконувала функцію мечеті. Цікаво архітектурне виконання бічних айванов: їх ніші мають звід у вигляді багатогранного напівкуполи.
У декоративному оформленні медресе широко використані набори з полив'яних цеглин, майоліка і Кашин мозаїка. У декорі зовнішніх фасадів переважають складні геометричні візерунки — гіріх, розраховані на сприйняття здалеку. На фризах мінаретів і барабанах куполів маються епіграфічні орнаменти. Унікальна майолікова мозаїка тимпана головного порталу, яка належить до рідкісних творів ісламського мистецтва. Багато прикрашені тимпани арок худжрах. В'юнкі стебла з пишними бутонами і квітами утворюють ажурний візерунок. Примітні мозаїчні панно в ніші західного айвана: пишні букети квітів у фігурних вазонах символізують древо життя. У внутрішньому оздобленні будівлі особливо цікава декоративна обробка купольного приміщення дарсхани. Її стіни і склепіння розписані в техніці кундаль дрібним багатобарвним рослинним візерунком, а розпис куполу і склепінь утворює складні арабескові медальйони.